# Хочу быть отважным
«Хочу быть отважным» — советский мультипликационный фильм, снятый в 1963 году Объединением кукольных фильмов студии «Союзмультфильм» на основе пьесы польского драматурга Яна Вильковского и Ганны Янушевской «Тигрёнок Петрик».

## Сюжет
Маленький тигрёнок Петрик был очень боязлив, за что старый Тигр-сосед отобрал у него полоски до тех пор, пока Петрик не станет отважным. Никто не мог толком сказать тигрёнку, что такое отвага. Но когда заболела мама, он, не задумываясь, пошёл за доктором Белым Медведем, несмотря на темноту и бушевавшую грозу.

## Создатели
| сценарий                           | Нина Гернет                                                                                             |
| режиссёры и художники-постановщики | Вадим Курчевский, Николай Серебряков                                                                    |
| мультипликаторы:                   | Юрий Бабичук, Мария Зубова, Павел Петров, Вячеслав Шилобреев                                            |
| куклы и декорации изготовили:      | Владимир Аббакумов, Павел Гусев, Борис Караваев, Валентин Ладыгин, Геннадий Лютинский, Марина Чеснокова |
| под руководством                   | Роман Гурова                                                                                            |
| оператор                           | Теодор Бунимович                                                                                        |
| композитор                         | Михаил Меерович                                                                                         |
| звукооператор                      | Борис Фильчиков                                                                                         |

## Роли озвучивали
(в титрах не указаны)
| Актёр             | Роль             |
| ----------------- | ---------------- |
| Юлия Юльская      | Тигрёнок Петрик  |
| Вадим Тонков      | Мама-тигрица     |
| Анатолий Папанов  | Тигр             |
| Ростислав Плятт   | Доктор           |
| Александр Баранов | Бегемот-продавец |

## Награды
- 1964 — почётный диплом VI Международного фестиваля документальных и экспериментальных фильмов в Монтевидео

## Видео
- Мультфильм выпускался на DVD в сборнике мультфильмов «Весёлая семейка» (Союзмультфильм).[2]